# Vitträsket, Lappland
Vitträsket är en sjö i Arjeplogs kommun i Lappland och ingår i Skellefteälvens huvudavrinningsområde. Sjön har en area på 1,11 kvadratkilometer och ligger 428,4 meter över havet. Vitträsket ligger i Hornavan-Sädvajaure fjällurskog Natura 2000-område. Sjön avvattnas av vattendraget Illitj-Jåkkå. Vid provfiske har bland annat abborre, bergsimpa, lake och röding fångats i sjön.

## Delavrinningsområde
Vitträsket ingår i det delavrinningsområde (736749-154697) som SMHI kallar för Utloppet av Vitträsket. Medelhöjden är 599 meter över havet och ytan är 22,37 kvadratkilometer. Räknas de 3 avrinningsområdena uppströms in blir den ackumulerade arean 49,18 kvadratkilometer. Illitj-Jåkkå som avvattnar avrinningsområdet har biflödesordning 2, vilket innebär att vattnet flödar genom totalt 2 vattendrag innan det når havet efter 328 kilometer. Avrinningsområdet består mestadels av skog (77 procent) och kalfjäll (17 procent). Avrinningsområdet har 1,3 kvadratkilometer vattenytor vilket ger det en sjöprocent på 5,8 procent.

## Fisk
Vid provfiske har följande fisk fångats i sjön:
- Abborre
- Bergsimpa
- Lake
- Röding
- Sik